# محوطه زیرزمینی
محوطه زیرزمینی مربوط به دوره ایلخانی است و در شهرستان ملایر، بخش سامن، دهستان سامن، شهر سامن واقع شده و این اثر در تاریخ ۲۷ بهمن ۱۳۸۷ با شمارهٔ ثبت ۲۴۶۲۲ به‌عنوان یکی از آثار ملی ایران به ثبت رسیده است.